# Neander (Euskirchen)
Neander was een historisch Duits motorfietsmerk.
Het was opgericht door Ernst Neumann-Neander als Neander Motorfahrzeuge GmbH, Euskirchen, later Köln en Düren-Rölsdorf (1924-1929). Neander bouwde zeer bijzondere duraluminium frames met vanaf 1928 al even aparte bladveervoorvorken. Hierin werden aanvankelijk 122- en 172 cc Villiers-blokken gehangen, later ook viertaktmotoren van Küchen, MAG en JAP. De 500- en 998 cc versies werden door Opel in licentie gebouwd. 